# Ferromagnetisme
Ferromagnetisme er den type magnetisme, de fleste kender og repræsenteres blandt andet i magneter. Ferromagnetisme er det fænomen, at et materiale – for eksempel jern – bliver magnetiseret i et magnetfelt og forbliver sådan efter det fjernes fra de pågældende omgivelser.

## Mekanisme
Det skyldes at uparrede elektroners spin orienterer sig parallelt inden for små områder, de såkaldte domæner. Magnetiseringen i de forskellige domæner peger i forskellige retninger, men når det ferromagnetiske materiale placeres i et ydre magnetfelt, magnetiseres det i samme retning som det ydre felt. Det skyldes dels at domæner drejer sig, dels at de domæner som i forvejen vender rigtigt, vokser på bekostning af de øvrige.
Når alle domæner peger i samme retning, kan magnetiseringen ikke øges yderligere. Mætningsmagnetiseringen yder typisk et bidrag til den magnetiske fluxtæthed der er tusindvis gange større end det ydre felt, som afstedkom magnetiseringen. Herpå beror anvendelsen af jernkerner i elektromagneter.
Magnetiseringen aftager med stigende temperatur. Når temperaturen overstiger en vis grænse, den såkaldte Curie-temperatur, som karakteriserer det pågældende materiale, falder magnetiseringen til nul. For jern er Curie-temperaturen 1.043 K = 770 °C.